# Botorpsströmmen
Botorpsströmmen är ett vattendrag i östra Småland, Kalmar län, Västerviks kommun. Längd inkl. källflöden 75 km, flodområde omkring 1000 km². B. kommer från Långsjön väster om Ankarsrum (ca 2 mil väster om Västervik) och strömmar åt sydost genom Hällsjön, Lilla Flugen, Stora Flugen, Maren och Ålsjön (12 m ö.h.), varifrån den på tre olika vägar söker sig ut i Östersjön. B:s viktigaste källflöde är Tynnsån från sjön Tynn (86 m ö.h.).
Botorpsströmmens avrinningsområde består av flera grenar. I västra delen finns källområden öster om Vimmerby runt sjöarna Anen, Solaren och Nyn. De rinner sedan till Yxern och vidare via Falsterboån till Stora Flugen i Västerviks kommun. I nordost finns Övre och Nedre Spillen samt Kalvsjön. Dessa sjöar rinner av mot norr och tillhör Tynn-Kyrksjön-Långsjösystemet. Botorpsströmmens vattensystem är rikt på sjöar med en sjöprocent på 11,3 %. Sjöarna är spridda över hela avrinningsområdet och återfinns även i dess nedre delar. Detta har medfört en nästan fullständig utbyggnad av vattendraget för kraftändamål. Sjön Yxern används därvid för långtidsreglering.